# نورث برویک
نورث برویک (به انگلیسی: North Berwick) یک شهرک در اسکاتلند است که در لوتیان شرقی واقع شده‌است. نورث برویک ۶٬۶۰۵ نفر جمعیت دارد.